# Hilmar Selle
Pour les articles homonymes, voir Selle.
Hilmar Selle (né le 6 décembre 1933 à Enschede et mort le 28 octobre 2007 à Kreuztal) est un homme politique allemand, membre du Landtag de Rhénanie-du-Nord-Westphalie et administrateur d'arrondissement (SPD).

## Biographie
Après l'école primaire, il effectue un apprentissage d'opérateur de tour puis travaille comme auditeur technique. Un emploi de secrétaire syndical à la fédération syndicale allemande, le bureau de l'arrondissement de Siegen jusqu'en 1964 est suivi d'un emploi de vendeur d'assurance indépendant et à partir de 1985 d'un emploi de directeur général à Kreuztal.
Selle est membre du SPD depuis 1953. Il est actif dans divers comités du parti, dont notamment au conseil d'État et en tant que président fédéral du groupe de travail des indépendants du SPD. De 1975 à 1980, Selle est également maire de Kreuztal.

## Parlementaire
Du 12 janvier 1976 au 29 mai 1985 Selle est membre du Landtag de Rhénanie-du-Nord-Westphalie. Il est d'abord élu via la liste des États puis dans la 145e circonscription Siegen II.
Il est membre du conseil municipal de Kreuztal de 1961 à 1968 puis de nouveau à partir de 1969. Du 23 avril 1964 jusqu'à la réforme territoriale du 31 décembre 1974, Selle est membre du conseil de l'arrondissement de Siegen. Il est membre du conseil du nouveau arrondissement de Siegen-Wittgenstein de 1975 au 12 août 1985.
De 1970 à 1976, il est membre de l' assemblée du paysage de l'Association régionale de Westphalie-Lippe.

## Autres mandats
De 1964 jusqu'à la réforme régionale de 1968, il est maire de Kreuztal et du bureau de Ferndorf. De 1975 à 1981, il est maire de Kreuztal. Du 19 octobre 1984 au 9 novembre 1984, il est administrateur de l'arrondissement de Siegen-Wittgenstein.

## Affaire Flick
Après avoir appris au cours de l'affaire Flick qu'il avait reçu un total de 110 000 DM du Flick Group en plusieurs tranches et même exigé de l'argent manquant, Selle démissionne de son poste d'administrateur d'arrondissement après seulement trois semaines.

## Récompenses
Le 13 octobre 1980, Selle reçoit la Croix fédérale du mérite sur ruban. En 1986, il reçoit la bague d'honneur de la ville de Kreuztal et le 29 janvier 1990 la Croix fédérale du mérite, 1re classe.